# Лупа Грабуздов
Лупа Грабуздов — містифікаційний образ. Народився у колі митців Ю.Нарбута (М.Зеров, В.Модзалевський, П.Зайцев, А Ніковський та інші). Образ виник у відомого графіка, коли він купив на подільському базарі перстень з сердоліковою печаткою з силуетом млина, де, крім малюнку та девізу, було вигравіювано ім'я власника: «Л. І. Грабуздов». Це чудернацьке прізвище дуже сподобалось Ю.Нарбутові, він створив уявний портрет цієї особи і зробив її центральною фігурою «Діаріуша» — рукописного збірника-щоденника дотепів, що його вели на своїй квартирі Ю.Нарбут та В.Модзалевський. Останній був відомим істориком, який кваліфікувався на історіях родин, він створив Лупі Юдовичу Грабуздову родовід, аж від часів Визвольної війни. Нарис історії роду Грабуздових у прихованому вигляді містить реєстр авторського колективу образу . «Як ми бачимо, майже усі присутні є потомками тих осіб, яких нам приходилося згадувати у цій статі, зазначаючи ті або інші відношення до Грабузденків, Грабуздовів та Грабуздовських. Для нас звідси ясно, що наші сьогоднішні збори не є випадковими: очевидно, предки живуть в нас, і ми живемо в них і, таким чином, те, що нас усіх об‘єднує, є чимось сталим, повним значіння і змісту. Це — любов до нашого минулого, до нашої культури, до усіх тих, хто раніше працював для неї і хто й тепер іде тим же шляхом», — цей промовистий висновок «літописця роду» увиразнює головні завдання містифікаторів. Часто образ Лупи Грабуздова трактують як сатиру на звироднілих дворян, але те особливе ставлення до нього містифікаторів («Діаріуш» переховували під час денікінських погромів як особливо дорогу річ) вказує, що це швидше було уособлення минулого у собі, спадку предків, не завжди потрібного, але дорогого.
Збірник пам‘яті Лупи Грабуздова, що мав вийти у видавництві «Друкар», повинен був містити статті про рід, життєву та літературну кар‘єру Лупи Грабуздова, спогади про нього, його мемуари, вірші, наукові твори. На Ю.Нарбута покладалося виконання усієї графіки видання (обкладинка, заставки й кінцівки, портрети Лупи, силуети його приятелів — усіх учасників містифікації). М.Зерову мав належати літературний елемент, на сьогодні відомі дві його поезії від імені Л.Грабуздова. Також збереглися пародії Лупи Грабуздова на тогочасних літераторів.
Ця містифікація була тривалою — нарбутівське коло буквально жило нею: пишучи староукраїнською запрошення на гостину, з посиланнями на працю Грабуздова про бенкети, імітуючи шрифт стародруків у приватному листуванні (М.Зеров до Ф.Ернста), ведучи «Діаруш» — і зупинилась лише із майже одночасною смертю Ю.Нарбута та В.Модзалевського. Таким чином осердям цієї містифікації було відтворення у бурхливі часи початку XX ст. сталого світу української шляхетської садиби, де, попри нові віяння, все ще рудиментарно зберігалося бароко.

## Твори
На умолчание мельниці фамільної
http://www.s-bilokin.name/Culture/NarbuttDiariusz/FamilyMill.html [Архівовано 27 серпня 2018 у Wayback Machine.]